# Гоцо
Гоцо (малт. Għawdex; Аудеш) је острво у централном делу Средоземног мора и друго по величини острво Малтешког архипелага. Острво има површину од 67 км² и на њему живи нешто преко 38.000 становника. Становници се називају Гоцитанцима или Аудешанима. Административни центар острва, а уједно и највећи град је Викторија (раније позната и као Рабат). Острво је углавном руралног карактера и брежуљкастог рељефа максималне надморске висине до 190 метара.
Многи Гоцо поистовећују са древном Огигијом која се помиње у Хомеровој Одисеји. Огигијом је владала нимфа Калипсо која је задржала Одисеја на острву пуних седам година приликом његовог повратка на Итаку. Због тога Гоцо често називају и Калипсиним острвом.
Острво је познато по мегалитском храмовном комплексу Џгантија (малт. Ġgantija) највероватније саграђеном током млађег каменог доба. Заједно са другим мегалитским храмовима Малте ово су најстарије грађевине икада изграђене које још увек постоје (заједно са пирамидама и Стоунхенџом). Острво је познато и по својим бројним црквама којих има укупно 46 а највећа од њих има капацитет од 3.000 места. 
У знаменитости Гоца убрајају се и велики природни камени мост назван Азурним прозором те Унутрашње море на Гоцу. Унутрашње море је велика лагуна испуњена морском водом унутар острва која је са морем повезана једном уском пукотином у стени. 
Острво је на северу преко Малтешког пролаза повезано са Сицилијом док га на југу од острва Малте одваја мореуз Гоцо. 